# Herbert Ayling
Herbert Ayling (Boston, 28 settembre 1853 – New York, 28 agosto 1919) è stato un attore teatrale statunitense.
Nella sua carriera, recitò a Broadway dal 1878 all'inizio del 1918.

## Spettacoli teatrali
- Diplomacy
- Partners
- The Imprudent Young Couple
- Christopher, Jr.
- When We Were Twenty-one
- If I Were King, di Justin Huntly McCarthy
- Hearts Aflame
- The Stubbornness of Geraldine
- Are You My Father?
- Military Mad
- The Money Makers
- The Prince Consort
- London Assurance
- Trilby, di Paul M. Potter (Broadway, 15 aprile 1895)
- Beauty and the Barge
- What the Butler Saw
- The Love Route
- Personal
- Polly of the Circus, di Margaret Mayo (1907)
- The Prima Donna
- Maggie Pepper
- Monsieur Beaucaire, di Booth Tarkington e Evelyn Greenleaf Sutherland (1919)
- Never Say Die
- The Madcap Duchess
- The Beautiful Adventure
- A Celebrated Case
- The Lady of the Camellias

## Filmografia
- Outcast, regia di Dell Henderson (1917)
- The Richest Girl, regia di Albert Capellani (1918)